# 藤原薰
藤原薰 （4月5日—）是一名日本漫画家。

## 个人介绍
於Sony Magazines的雜誌上发表处女作，代表作有《吸血少女》和《思考少年》等。

曾經有人指出她有抄襲外國雜誌圖片。

## 主要作品
- 《禁斷戀愛》（日语：禁断恋愛）
- 《思考少年》
- 《吸血少女》（日语：おまえが世界を壊したいなら）
- 《乐园》（日语：楽園）
- ―畫集